# Sarcină în adolescență
Sarcina în adolescență reprezintă sarcina unei tinere cu vârsta de sub 20 de ani. La nivel mondial, complicațiile sarcinii constituie principala cauză de deces pentru fetele și femeile cu vârste cuprinse între 15 și 19 ani. Definiția sarcinii adolescentine le include pe cele care sunt considerate adulte din punct de vedere legal în țara lor. OMS definește adolescența ca fiind perioada cuprinsă între 10 și 19 ani. Sarcina poate apărea în urma unui raport sexual după începerea ovulației, care poate avea loc înainte de prima menstruație (menarhă).
Sarcinile în adolescență sunt asociate cu probleme sociale, inclusiv sărăcia și nivelul scăzut de educație. Sarcinile la adolescente din țările dezvoltate au loc, de obicei, în afara căsătoriei, fiind adesea stigmatizate. Sarcinile la adolescente din țările în curs de dezvoltare au loc, de obicei, în cadrul căsătoriei, aproximativ jumătate fiind planificate. Cu toate acestea, în aceste societăți, sarcinile timpurii pot fi afectate de malnutriție și asistența medicală precară.
În 2021, 13,3 milioane de copii, adică aproximativ 10% din totalul mondial, au fost născuți de mame sub 20 de ani.

## Efecte

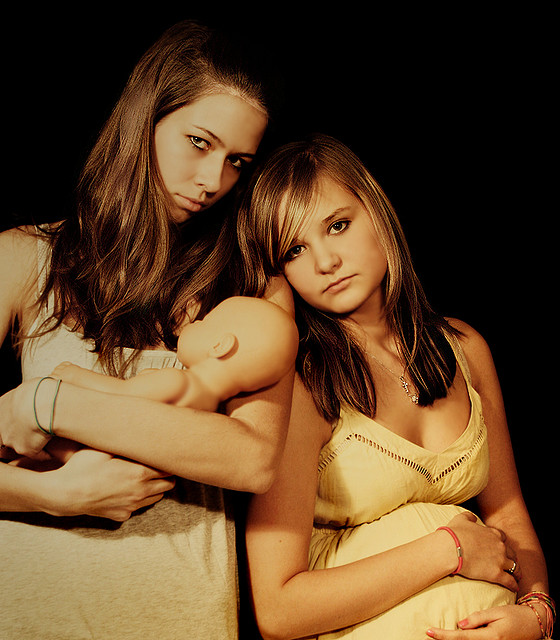
Afiș împotriva sarcinii la adolescente

Potrivit United Nations Population Fund (UNFPA), „Sarcinile în rândul fetelor sub 18 ani au consecințe ireparabile. Acestea sunt o violare a drepturilor fetelor, cu consecințe care pun viața în pericol, în ceea ce privește sănătatea sexuală și reproductivă, și generează costuri ridicate de dezvoltare pentru comunități, în special prin perpetuarea cercului vicios al sărăciei”. Consecințele asupra sănătății includ faptul că nu sunt încă pregătite fizic pentru sarcină și naștere, ceea ce duce la complicații și malnutriție, întrucât majoritatea adolescentelor tind să provină din gospodării cu venituri reduse. Riscul de deces matern pentru fetele sub 15 ani din țările cu venituri mici și medii este mai mare decât pentru femeile de 20 de ani. Sarcina la adolescente afectează, de asemenea, educația fetelor și posibilitățile lor de venit, deoarece multe sunt forțate să abandoneze școala, ceea ce, în cele din urmă, amenință viitoarele oportunități și perspective economice.
Mai multe studii au examinat impactul socioeconomic, medical și psihologic al sarcinii și al maternității în rândul adolescentelor. Evoluția vieții mamelor adolescente și a copiilor lor variază; unii factori, precum sărăcia sau sprijinul social, pot fi mai importanți decât vârsta mamei la naștere. Au fost propuse numeroase soluții pentru a contracara cele mai negative rezultate. Părinții adolescenți care se pot baza pe sprijinul familiei și al comunității, pe serviciile sociale și pe sprijinul pentru îngrijirea copiilor au mai multe șanse să își continue studiile și să obțină locuri de muncă mai bine plătite.

### Sugar

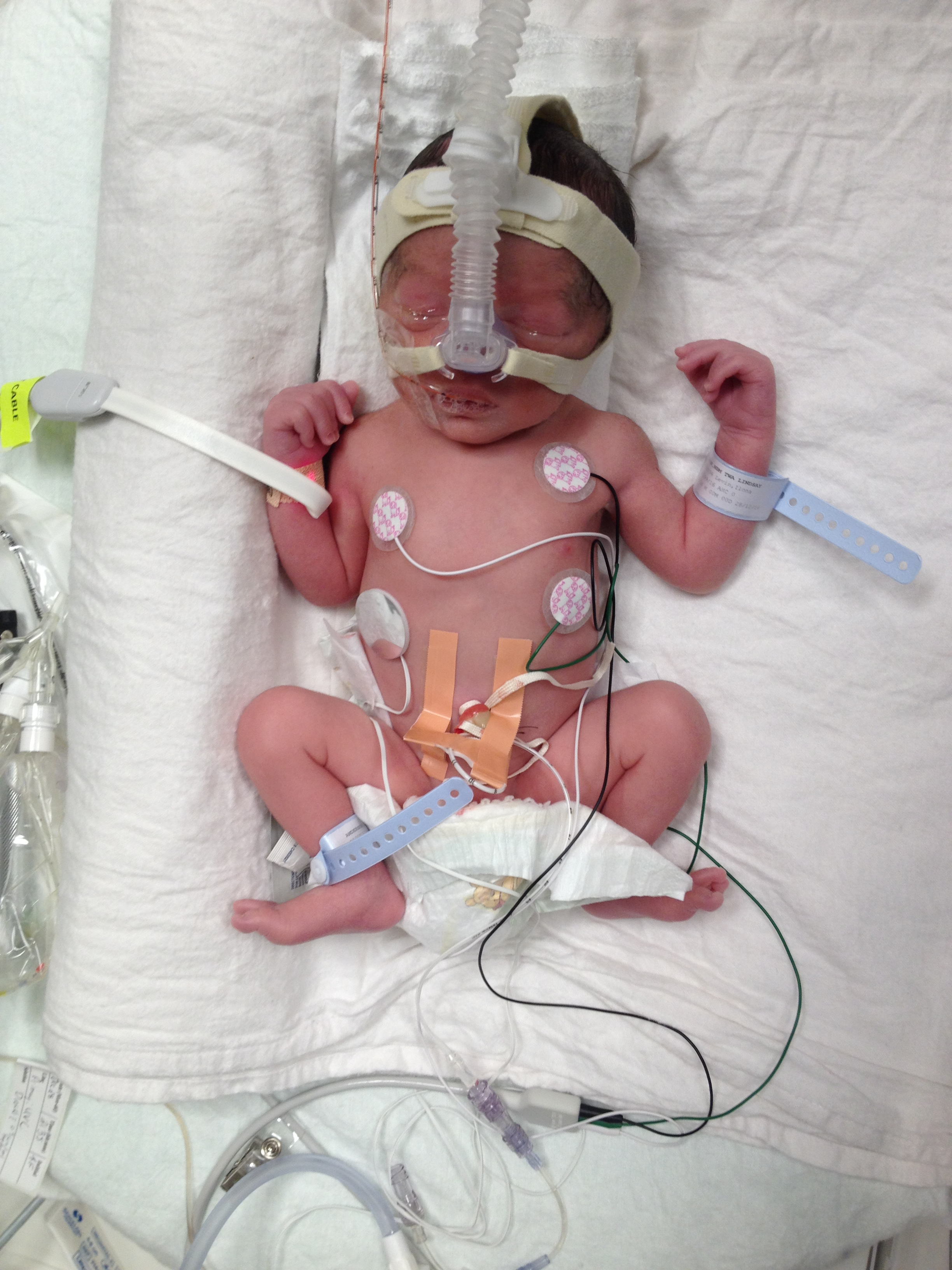
Sarcina în timpul adolescenței prezintă un risc ridicat de naștere prematură.

Maternitatea timpurie poate afecta dezvoltarea psihosocială a sugarului. Copiii mamelor adolescente sunt mai predispuși să se nască prematur, cu o greutate mică la naștere, fapt ce îi predispune la multe alte afecțiuni pe tot parcursul vieții. Copiii mamelor adolescente prezintă un risc mai mare de retard intelectual, lingvistic și socio-emoțional. Dificultățile în dezvoltare și problemele comportamentale sunt crescute la copiii născuți de mame adolescente. Un studiu a sugerat că este mai puțin probabil ca mamele adolescente să își stimuleze copilul prin gesturi afectuoase, cum ar fi atingerea, zâmbetul și comunicarea verbală, sau să fie delicate și să repereze nevoile acestuia.
Fiicele născute din părinți adolescenți sunt mai predispuse să devină ele însele mame adolescente. Fiii născuți din mame adolescente sunt de trei ori mai predispuși să facă închisoare.

## Factori de risc

### Norme culturale
Rata sarcinilor în adolescență este mai mare în societățile în care este tradițional ca fetele să se căsătorească tinere, și în care sunt încurajate să aibă copii de îndată ce sunt capabile. De exemplu, în unele țări din Africa Subsahariană, sarcina timpurie este adesea văzută ca o binecuvântare, deoarece este o dovadă a fertilității tinerei femei. Țările în care căsătoriile dintre adolescenți sunt frecvente înregistrează niveluri mai ridicate de sarcini precoce. În subcontinentul indian, căsătoriile și sarcinile timpurii sunt mai frecvente în comunitățile rurale tradiționale decât în orașe. Multe adolescente nu sunt învățate despre metodele de contracepție, și cum să se descurce cu colegii care le presează să facă sex înainte de a fi pregătite. Multe adolescente însărcinate nu au nicio cunoștință despre aspectele fundamentale ale sexualității.
Sarcinile la adolescente sunt frecvente în rândul romilor deoarece aceștia se căsătoresc mai devreme.

### Lipsa mijloacelor de contracepție
Adolescenților le pot lipsi cunoștințele sau accesul la metodele convenționale de prevenire a sarcinii, deoarece pot fi prea jenați sau speriați pentru a căuta astfel de informații. Contracepția pentru adolescenți reprezintă o provocare uriașă pentru clinician. În 1998, guvernul Regatului Unit a stabilit obiectivul de a înjumătăți până în 2010 rata sarcinilor în rândul adolescentelor sub 18 ani. În acest scop, a fost instituită Teenage Pregnancy Strategy (TPS). Rata sarcinilor în acest grup, deși în scădere, a crescut ușor în 2007, la 41,7 la 1 000 de femei. Femeile tinere se gândesc adesea la contracepție fie ca la „pilula de a doua zi”, fie ca la prezervative, și au puține cunoștințe despre alte metode. Ele sunt puternic influențate de poveștile negative despre contracepție spuse de prietenii lor și de mass-media. Prejudecățile sunt extrem de greu de depășit. Preocuparea excesivă cu privire la efectele secundare, de exemplu creșterea în greutate și acneea, afectează adesea alegerea.
În SUA, conform studiului național din 2002 privind creșterea familiei, adolescentele active sexual care doreau să evite o sarcină erau mai puțin predispuse decât femeile mai în vârstă să utilizeze contraceptive (18% dintre adolescentele în vârstă de 15-19 ani nu utilizau contraceptive, față de 10,7% în cazul femeilor cu vârste cuprinse între 15 și 44 de ani). Mai mult de 80% dintre sarcinile adolescente sunt neintenționate.

### Abuz sexual
Studiile din Africa de Sud au constatat că 11-20% dintre sarcinile adolescentelor sunt rezultatul direct al violului, în timp ce aproximativ 60% dintre mamele adolescente au avut experiențe sexuale nedorite înainte de sarcină. Înainte de vârsta de 15 ani, majoritatea primelor experiențe sexuale în rândul femeilor sunt raportate ca fiind nevoluntare; Institutul Guttmacher a constatat că 60% dintre fetele care au făcut sex înainte de vârsta de 15 ani au fost constrânse de bărbați care, în medie, erau cu șase ani mai mari decât ele. Unul din cinci tați adolescenți a recunoscut că a forțat fete să facă sex cu el.
Mai multe studii au indicat o legătură puternică între abuzul sexual în copilăria timpurie și sarcina ulterioară la adolescente, în țările industrializate. Până la 70% dintre femeile care au născut în adolescență au fost molestate în copilărie; comparativ, 25% dintre femeile care nu au născut în adolescență au fost molestate.

## Prevalență

Rata nașterilor în rândul adolescentelor cu vârsta cuprinsă între 10 și 19 ani (2016)

În raportarea ratelor de sarcină în adolescență, se utilizează în general numărul de sarcini la 1.000 de femei cu vârste cuprinse între 15 și 19 ani la momentul încheierii sarcinii.
La nivel mondial, ratele sarcinilor în adolescență variază de la 143 pentru mia de femei în unele țări din Africa Subsahariană, la 2,9 pentru mia de femei în Coreea de Sud. În SUA, 82% din sarcinile celor cu vârste cuprinse între 15 și 19 ani sunt neplanificate. Dintre țările dezvoltate ale OCDE, SUA, Regatul Unit și Noua Zeelandă au cel mai ridicat nivel de sarcini la adolescente, în timp ce Japonia și Coreea de Sud au cele mai scăzute valori, în 2001. Potrivit UNFPA, „în fiecare regiune a lumii - inclusiv în țările cu venituri ridicate - fetele sărace, slab educate și care trăiesc în zone rurale sunt expuse unui risc mai mare de a rămâne însărcinate decât cele mai bogate, bine educate și din mediul urban. Acest lucru este valabil la nivel global: 95% din nașterile de adolescente din lume (în vârstă de 15-19 ani) au loc în țările în curs de dezvoltare. În fiecare an, aproximativ 3 milioane de fete din această categorie de vârstă recurg la avorturi nesigure, riscându-și viața și sănătatea”.
În Europa de Est, rata natalității la adolescente este foarte ridicată în Bulgaria și România. În 2015, Bulgaria avea o rată a natalității de 37/1.000 de femei cu vârste cuprinse între 15 și 19 ani, iar România de 34. Rata natalității în rândul adolescentelor din aceste două țări este chiar mai mare decât cea din țări subdezvoltate precum Burundi și Rwanda. Multe dintre nașterile în rândul adolescentelor au loc în rândul populației rome, care are o rată a sarcinilor în rândul adolescentelor mult peste media locală.